# ディスカバリーランド
ディスカバリーランド（Discoveryland、略称：DL、D/L）とは、フランスのディズニーランド・パークにあるテーマランドの一つである。

## 概要

### テーマ
1992年にオープンしたフランスのユーロ・ディズニーランド（現：ディズニーランド・パーク、通称：ディズニーランド・パリ）において登場したテーマランドで、従来の「トゥモローランド」を承継しつつもテーマ性などを大きく変更したもの。「人々の夢見る未来の世界や、最先端の科学技術をテーマにした世界」から「過去の人が見た未来の世界」へと、そのテーマの根源を大きく変化させたのである。具体的にはジュール・ヴェルヌや、H.G・ウェルズの空想世界をテーマにしたものであり、『海底二万里』や『地底旅行』、『タイム・マシン』『透明人間』『宇宙戦争』など、両著者のクラシックSF小説がモチーフになっている。

### デザインと建築物
ディスカバリーランドでは建物のデザイン等もトゥモローランドの白やブルーを基調としたものから、青緑色や金色といったクラシック要素と未来要素が融合した、いわゆるレトロフューチャーなデザインに変更されている。しかし、アトラクションはトゥモローランドと共通のものが多く、必ずしもすべてが新しく作られたというわけではなかった。ディスカバリーランドではトゥモローランドで現在も扱われているアトラクションが設置されていることから、既にそれらのアトラクションは「過去の人が見た未来」として捉えられていると考えられる。
ディスカバリーランドのテーマや建築デザインなどは、後の東京ディズニーシーのテーマポートである「ポートディスカバリー」や「ミステリアスアイランド」に影響を与えている。エリアの基調色などは、後の1998年にカリフォルニア（アナハイム）のディズニーランドで行われた2度目の「New Tomorrowland プロジェクト」にも取り入れられた。

### オリジナルアトラクション
ディスカバリーランドのオリジナルアトラクションは「オービトロン」「ル・ヴィジョナリウム」などがある。しかしル・ヴィジョナリウムはディスカバリーランドのオリジナルという訳ではなく、トゥモローランドに古くからあった「サーキュラマ（サークルビジョン）」を元に、当時、カリフォルニアのディズニーランドの隣に予定されていた「WESTCOT」のために開発されていたものを流用したものである。ル・ヴィジョナリウムは東京ディズニーランドに「ビジョナリアム」として、フロリダのウォルト・ディズニー・ワールド・リゾートには一部内容変更をした「タイムキーパー」として導入された。しかし、東京版は「バズ・ライトイヤーのアストロブラスター」に、フロリダ版は「モンスターズ・インクのシアター系アトラクション」に改装され、既にクローズしている。結局は全てのディズニーパークで運営を終了している。
本格的にディスカバリーランドのテーマを反映したアトラクションができたのは、1995年の「スペース･マウンテン」（現在のスペース・マウンテン：ミッションⅡ）と「ノーチラス号のミステリー」のエリアがオープンした時である。このスペースマウンテンには様々な改良が施されていた。コースレイアウトに360度回転ループを含み、ディズニーパークで初めて車載スピーカーを搭載した。アトラクションテーマにも変更が加えられ、ジュール・ベルヌの小説を基調としたストーリー展開になっている。また、「ノーチラス号のミステリー」は、ジュール・ベルヌの小説を題材にした、ディズニー映画『海底二万哩』のシーンを体験できるウォークスルータイプのアトラクションであり、ディスカバリーランドのテーマを色濃く反映したものである。

### テーマの変更と継承
ディスカバリーランドでは、スペースマウンテンがジュール・ベルヌのテーマを廃止して「スペース・マウンテン：ミッションⅡ」としてリニューアルしたり、ル・ビジョナリウムが閉鎖され、ディズニー・ピクサー映画『トイ・ストーリー』に登場する「バズ・ライトイヤー」をテーマにしたシューティング形式のライドアトラクションに変更された。それに伴いエリアの色彩も銀やメタリックブルーが使用されはじめ、徐々に本来のテーマや建築デザインから離れ始めている。
その一方で東京ディズニーシーでは、ディスカバリーランドで始まったジュール・ベルヌのテーマを「ポートディスカバリー」と「ミステリアスアイランド」において完全に承継している。日本では海底二万マイルを原作とするアニメ『ふしぎの海のナディア』の人気などもあってか、ジュール・ベルヌの世界観は根強い人気を誇っており、今のところデザインやテーマを変更する動きもない。テーマランドとしてのディスカバリーランドの本流はむしろこちらに移った感もある。

## 各施設の紹介

### アトラクション
- スター・ウォーズ ハイパースペース・マウンテン
- ノーチラス号のミステリー
- スター・ツアーズ:ザ・アドベンチャーズ・コンティニュー
- オービトロン
- オートピア
- スティッチ・エンカウンター
- ディズニーランド鉄道 ディスカバリーランド駅
- バズ・ライトイヤーのレーザーブラスト
- ビデオポリス・シアター
- アストロポートサービス・インターステラー
- アーケード・アルファ&ベータ

### ショップ
- コンストレーション
- スター・トレイダーズ
- ライト・スピード・フォトグラフィー

### レストラン
- バズ・ライトイヤーズ・ピザ・プラネット・レストラン
- カフェ・ハイペリオン
- ロケット・カフェ

## 終了したアトラクション

### ル・ヴィジョナリウム
| ル・ヴィジョナリウム Le Visionarium | ル・ヴィジョナリウム Le Visionarium | ル・ヴィジョナリウム Le Visionarium | ル・ヴィジョナリウム Le Visionarium |
| ----------------------------------- | ----------------------------------- | ----------------------------------- | ----------------------------------- |
| オープン日                          | オープン日                          | 1992年4月12日                       | 1992年4月12日                       |
| クローズ日                          | クローズ日                          | 2004年9月5日                        | 2004年9月5日                        |
| スポンサー                          | スポンサー                          | ルノー                              | ルノー                              |
| 所要時間                            | 所要時間                            | 約20分(プレショーを含めると約24分)  | 約20分(プレショーを含めると約24分)  |
| 定員                                | 定員                                | 632人                               | 632人                               |
| 利用制限                            |                                     | なし                                | なし                                |
| シングルライダー                    | シングルライダー                    |                                     | 対象外                              |

ル・ヴィジョナリウム (Le Visionarium) とは、ディズニーパークにある時間旅行をモチーフにした映画型アトラクション。

#### 概要

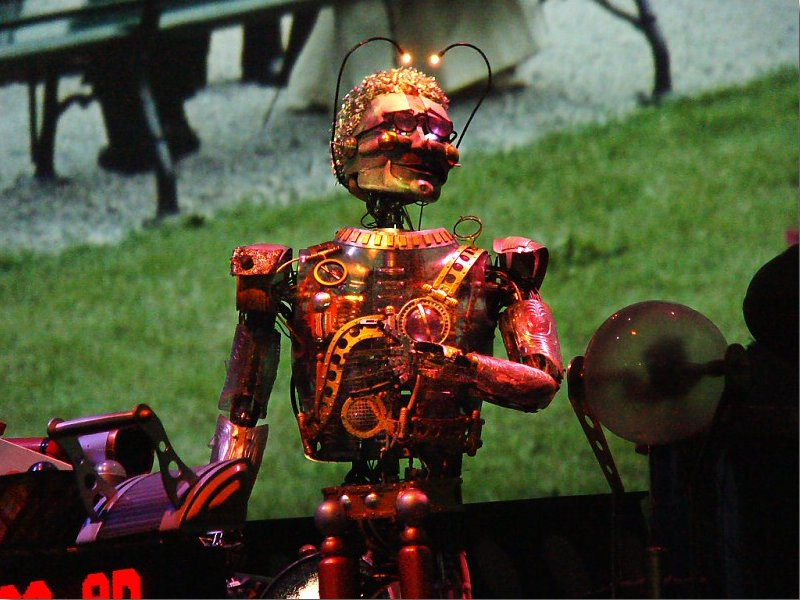
ディズニーランド・パリ版のル・ヴィジョナリウム

ディズニー社は1991年にエプコットのカリフォルニア版である『WestCOT』を当時のディズニーランドの駐車場に建設し、トゥモローランドに古くからあった9枚のスクリーンを横に並べた、水平方向360度の円筒形スクリーン・「サーキュラマ（サークルビジョン）」を元にを使用した映像が特徴のアトラクションとして計画された物。だがプロジェクトは中止し代わりにアトラクションはオーディオアニマトロニクスのタイムキーパーとナインアイを登場させるなどして1992年4月12日に開業したしたディズニーランド・パリのディスカバリーランドのオリジナルとしてオープン。電光表示板も、その時代（東京ディズニーランドにインパークした時）の西暦とその月日が表示された。メインテーマ曲はトゥモローランドのエリアBGMとして2017年現在も使用されている。

#### 語源
ビジョナリー (visionary) とは、夢を見てその夢を情熱的に追いかけ努力し続ける人の意。

#### 物語
自称天才ビジョナリー・タイムキーパーがジュール・ヴェルヌ、H.G.ウェルズに影響を受けて発明した、部屋型のタイムマシン・タイムチェインバーの実験にゲストが参加する。タイムキーパーのパートナーである、自称時をかける美少女ロボット・ナインアイが観た風景がスクリーン全体に映し出された。まずやって来たのは恐竜時代、恐竜に食べられそうになるも恐竜事態が大人しかったために急ぎタイムワープ。次にやって来たのは氷河期、ワープして1450年のジャック・ケイドの反乱へ、ワープして1503年のイタリアへダ・ヴィンチに会う。ワープして1763年のモーツァルトの誕生日に遭遇。見つかって急ぎワープするも謝って早送りを押ししまう。そしてワープした先は1900年のパリ万国博覧会。そこでナインアイは2人の少女に話をしているジュール・ヴェルヌを発見。そして少女達が去った後にヴェルヌの前にH.G.ウェルズが助手を連れてやって来た。急ぎタイムキーパーはミードラトランスミューターを作動。ヴェルヌはウェルズが書いたタイムマシンの本のことで話し合いをしていた。ウェルズは博覧会で模型と共にこのことを公表しようとしていたが。ヴェルヌはウェルズが不可能なことを書くのが好きだと批評するも、ウェルズはヴェルヌが月旅行している間に自分も時間旅行したと戸惑いながら返答した。嫌な雰囲気になるだろうと察知した助手は講演会まで10分だと言って話は後に持ち越された。ウェルズが去ったヴェルヌは「時間旅行なんて有り得ない。不可能だ！」と言うも、そこに「不可能じゃないのよヴェルヌさん」とナインアイが返答した。それを聞き見たヴェルヌは驚きナインアイを触る。タイムキーパーは大急ぎでタイムワープしたがヴェルヌも一緒に連れて来て歴史が大きく変わってしまいそうなハプニングを起こしてしまう…。

#### スタッフ
監督： ジェフ・ブライス
音楽： ブルース・ブロートン

#### 登場人物・声の出演
| 役名                                     | パリ                     | 東京       | マジック・キングダム |
| ---------------------------------------- | ------------------------ | ---------- | -------------------- |
| タイムキーパー                           | ミシェル・リーブ         | 所ジョージ | ロビン・ウィリアムズ |
| ナインアイ                               | ミリアム・ボイヤー       | 斉藤由貴   | リー・パールマン     |
| ジュール・ヴェルヌ                       | ミシェル・ピコリ         | 岡田眞澄   |                      |
| H.G.ウェルズ                             | ジェレミー・アイアンズ   | 青野武     |                      |
| レオナルド・ダ・ヴィンチ                 | フランコ・ネロ           |            |                      |
| ヴォルフガング・アマデウス・モーツァルト |                          |            |                      |
| ルイ15世                                 | ジャン・ロシュフォール   |            |                      |
| ポンパドゥール夫人                       | ナタリー・バイ           |            |                      |
| 航空誘導員                               | ジェラール・ドパルデュー | 玄田哲章   |                      |
| H.G.ウェルズの助手                       | パトリック・ボーショー   |            |                      |

#### 撮影場所
| イギリス     | ノーサンバーランド                                   | アニック・カースル         |
| イタリア     | ブラッチャーノ                                       | オルシーニ・オデスカルキ城 |
| フランス     | オワーズ県シャンティイ                               | シャンティイ城             |
| フランス     | アルザス地域圏 オー＝ラン県                          |                            |
| フランス     | パリ（ イル＝ド＝フランス地域圏） ヴァル＝ドワーズ県 |                            |
| オーストリア | ウィーンヒーツィング                                 | シェーンブルン宮殿         |
| オーストリア | シュタイアーマルク州クニッテルフェルト               |                            |
| オーストリア | チロル州インスブルック                               |                            |